# Центр международной торговли
Центр международной торговли (ЦМТ) — организация, объединяющая и обслуживающая компании и организации, занятые в области международной торговли. Основная задача ЦМТ — стимулирование экономического развития того региона, в котором этот Центр действует.
Развитие Центров международной торговли началось в 60-е годы 20-го века. Сегодня они представляют собой широкую глобальную сеть из более чем 300 центров в 100 странах мира. Ассоциация Центров международной торговли является неправительственной организацией при Экономическом и Социальном Совете ООН.
Наибольшая концентрация ЦМТ в Европе, где их более 100, в США зарегистрировано около 60 Центров, в России пока 12 Центров.
Все ЦМТ предоставляют стандартный набор услуг: коммерческая информация, деловые консультации, организация выставок, конференций и семинаров, аренда офисов и гостиничные услуги, связь и коммерческое обучение, рекреационные и развлекательные услуги. Однако, осуществляя свою деятельность, ЦМТ учитывают и региональные особенности, потребности региона.
Так, например, основной деятельностью ЦМТ Мехико, ЦМТ Сан-Паулу и ЦМТ Роттердама является предоставление различных услуг арендаторам. Проведение выставок и ярмарок это особенность ЦМТ Тайбэя, ЦМТ Базеля и ЦМТ Галифакса. В предоставлении информационных услуг специализируются ЦМТ Балтимор, ЦМТ Гренобль и ЦМТ Сеул. Организация торговых миссий является наиболее востребованной услугой в ЦМТ Париж и ЦМТ Саппоро.
Большинство ЦМТ обладают своей собственной инфраструктурой. Однако есть Центры, которые осуществляют свою деятельность, используя элементы инфраструктуры других компаний и организаций.
Схемы создания ЦМТ также отличаются разнообразием. Однако наиболее распространенная форма привлечение в качестве учредителей таких организаций, как администрация регионов, мэрия городов, банки, страховые компании, Торгово-Промышленные палаты, государственные организаций, организации средств коммуникаций (управления аэропортов, портов).
Во многих странах (особенно европейских) ЦМТ входят в структуру ТПП. При этом ЦМТ и ТПП не воспринимают друг друга как конкуренты, напротив, они видят друг в друге потенциального помощника в реализации планов развития региона.
В России на сегодняшний день существует десять ЦМТ: в Москве, Санкт-Петербурге, Екатеринбурге, Челябинске, Нижнем Новгороде, Краснодаре, Красноярске, Новосибирске, Сочи, Ростове-на-Дону. Развитие системы ЦМТ в России имеет большое значение для будущего страны. С их помощью российские компании смогут легко и быстро достичь высокого уровня развития и быть конкурентоспособными на международном рынке.

## Список Центров международной торговли
| Страна                | Центры международной торговли |
| --------------------- | --- |
| Австралия             | Брисбен, Сидней |
| Австрия               | Вена, Аэропорт Вены |
| Алжир                 | Алжир |
| Ангола                | Луанда |
| Аруба                 | Аруба |
| Афганистан            | Кабул |
| Багамские Острова     | Нассау |
| Бангладеш             | Читтагонг |
| Бахрейн               | Бахрейн |
| Беларусь              | Минск |
| Бельгия               | Брюссель, Гент (афф.) |
| Болгария              | София |
| Бразилия              | Куритиба, Гуарульюс, Манаус, Пернамбуко, Рибейрао Прето, Рио-де-Жанейро, Сан-Пауло |
| Великобритания        | Багдад, Белфаст, Кардифф, Эдинбург, Глазго, Мильтон Кейнес, Саутгемптон |
| Венгрия               | Будапешт |
| Германия              | Берлин, Бремен, Дрезден, Дюссельдорф, Франкфурт, Франкфурт-на-Одере, Гамбург, Ганновер, Киль, Кёльн, Лейпциг, Мюнхен, Росток, Рур-Вэлли, Штутгарт, Тамбор |
| Греция                | Афины |
| Египет                | Каир |
| Израиль               | Тель-Авив |
| Индия                 | Бангалор, Дели, Хайдарабад, Калькутта, Мумбаи |
| Индонезия             | Джакарта, Сурабая |
| Иордания              | Амман |
| Ирак                  | Басра |
| Ирландия              | Дублин |
| Испания               | Альменда, Барселона, Лас-Пальмас, Мадрид, Малага, Мальорка, Мурсия, Сантандер, Севилья, Тенерифе, Валенсия, Вига, Сарагоса |
| Италия                | Милан, Брешия, Генуя, Триест, Верона, Рим, Неаполь, Мессина |
| Канада                | Эдмонтон, Галифакс, Монреаль, Оттава, Торонто, Ванкувер |
| Катар                 | Доха |
| Кипр                  | Кипр |
| Китай                 | Пекин, Пекин-Китай, Чунцин (афф.), Гуанчжоу (афф.), Ханчжоу, Хэндянь, Гонконг, Макао, Жемчужной реки, Шанхай, Шэньчжэнь, Сиань, Чжэцзян |
| Колумбия              | Богота, Медельин |
| Республика Корея      | Даегу, Даеджеон, Кванджу, Инчхон, Дже-Джу, Масан, Пенянг, Сеул, Саво |
| Коста-Рика            | Сан-Хосе |
| Куба                  | Гавана |
| Кувейт                | Кувейт |
| Латвия                | Рига |
| Ливан                 | Бейрут |
| Ливия                 | Бенгази, Триполи |
| Малайзия              | Куала-Лумпур, Пинанг |
| Мальта                | Мальта |
| Мексика               | Агуаскалиентес, Гвадалахра, Мехико, Морелос, Пуэбло, Санлуис Потоси, Табаско, Тулука, Веракрус |
| Монако                | Монако |
| Нигерия               | Лагос |
| Нидерланды            | Альмира, Амстердам, Арнхем, Айндховен, Хилен, Лееварден, Аэропорт Мальпенса, Роттердам, Аэропорт Шифоль, Гаага, Утрехт, Кюрасао |
| Норвегия              | Осло |
| ОАЭ                   | Абу-Даби, Дубай, Шаржа |
| Оман                  | Маскат |
| Пакистан              | Карачи |
| Государство Палестина | Рамала |
| Панама                | Панама |
| Польша                | Гдыня, Катовице, Познань, Варшава |
| Россия                | Тюмень, Москва, Санкт-Петербург, Екатеринбург, Нижний Новгород, Челябинск, Новосибирск, Краснодар, Красноярск, Сочи, Ростов-на-Дону, Казань |
| Румыния               | Бухарест, Себес-Алба |
| Сальвадор             | Сан-Сальвадор |
| Сан-Марино            | Сан-Марино |
| Саудовская Аравия     | Дамам, Джедда, Мекка, Эр-Рийад, Сана |
| Сербия                | Белград |
| Сирия                 | Алеппо, Дамаск |
| Словакия              | Братислава |
| США                   | Анкоридж, Атланта, Балтимор, Бостон, Бриджпорт, Буффало — Ниагара, Чарльстон, Чикаго, Кливленд, Даллас, Денвер, Детройт, Эльпасо, Форт-Лодердейл, Грейт-Плейс, Гринвилл, Гаррисберг, Гонолулу, Хьюстон, Хадсон-Вэли, Джексон-Миссисипи, Канзас-Сити, Лас-Вегас, Лексингтон, Лонг-Бич, Лос-Анджелес, Манагуа, Мак-Аллен, Мемфис, Майами, Миссоула, Новый Орлеан, Нью-Йорк, Норфолк, Орандж Каунти, Орландо, Окснард, Палм-Бич, Филадельфия, Питтсбург, Портленд, Провиденс, Роли — Дарем, Сакраменто, Сан-Антонио, Сан-Диего, Сан-Франциско, Сан-Хуан, Скенектади, Сиэтл, Сент-Луис, Такома, Тампа-Бэй, Вашингтон, Аэропорт Даллас, Уичито, Веллингтон, Висконсин |
| Тайвань               | Гаосюн, Тайчжун, Тайбэй |
| Турция                | Анкара, Стамбул |
| Уругвай               | Монтевидео |
| Филиппины             | Манила |
| Финляндия             | Хельсинки, Турку |
| Франция               | Гренобль, Гавр, Лилль, Лион, Марсель, Мец, Нант, Ницца, София Антиполис, Париж, Пуэнт-а-Питр, Страсбург |
| Хорватия              | Риека, Загреб |
| Черногория            | Подгорица |
| Чехия                 | Прага |
| Чили                  | Сантьяго |
| Шри-Ланка             | Коломбо |
| Швейцария             | Базель, Лозанна, Лугано, Цюрих, Женева |
| Швеция                | Гётеборг, Стокгольм |
| Эквадор               | Кито, Санто-Доминго |
| Эстония               | Таллин |
| ЮАР                   | Йоханнесбург |
| Япония                | Окинава, Осака, Осака (афф.), Саппоро, Токио, Токио (афф.). |